# 清掃用具
清掃用具（せいそうようぐ）とは、清掃（掃除）に使用する機械・用具・薬品類である。

## 清掃機械
- 掃除機
  - 真空掃除機
  - 水掃除機（ウェットバキューム）: 液体を吸引できる掃除機。
  - 中央式真空掃除機 : 集塵装置から各部屋への配管があり、端末部にホースを接続して吸引により清掃を行う。粉塵の多い工場などで使用されている。
- 自動床洗浄機 : 回転するブラシ、洗剤水を放出するノズル、汚水を吸収回収するスクイージにより、床面の掃き・拭き・磨きを同時に行う省力化機器。
- ポリッシャー : 円盤状のブラシやパッドを取り付けて回転させ、洗浄や磨きを行う。
- 床乾燥機 : 水分などのふき取り・ワックスがけ後の乾燥に用いる扇風機。
- ロードスイーパ : ブラシでゴミや汚れを掻き集めて吸引するものであり、土砂汚れの多い舗装面を清掃するために用いられる。大型の特殊車両のものもある。
- 機械式せり上がり足場 : 吹き抜けなどの高所で安全に作業するために用いられる。
- 空気清浄機
- 高圧洗浄機：高圧の（高温）水をノズルより射出し、汚れを落とす。
  - スチームクリーナー：高温の水蒸気を利用して汚れを落とす。溶剤を利用することもある。

## 掃除器具
- ダストコレクター : ゴミを収集するための、車輪付きの金属製の枠に収納容器を取り付けたもの。
- 作業カート : 清掃用具を運搬するための軽量運搬車。
- 手押し車（台車） : 質量・体積の大きい機材を運搬するために使用する。
- 梯子（脚立）: 高所の清掃に用いる。

## 荒物
- 箒
  - カーペットスイーパ : 回転するブラシでほこりをかきとり内蔵された塵取りに回収する、カーペット清掃用の器具。
- 塵取り
- 羽ぼうき
- はたき
- ブラシ
- モップ
  - ウェットモップ : 木綿や化学繊維の糸で作られたモップであり、水や洗浄液で濡らして使う。
    - 房モップ : 小さいヘッドに長い糸が垂れ下がるように付いている、一般的な形状のモップである。
    - フラットモップ : 長方形の板に短い糸が付いているモップである。房モップと比べて接地面積が広いため、作業効率が良い。

  - ダストモップ : 吸塵剤（ホワイトオイル、リキッドパラフィンなど）を染み込ませたモップであり、掃く・拭くを同時にできる。砂や大きなゴミのが無く、水や油で濡れていない木製・樹脂製床材に適合する。
  - ワックスモップ：ワックスを塗布する事を目的に作られたモップ。形状はフラットモップと似ている。
- モップ絞り機 : 間隔を調整したローラー間をモップの房糸を移動させることで、房糸に染み込ませた薬剤、水などの量を調整するための器具。
- バケツ
- ウォッシャー：ガラス清掃で、洗浄液を塗布するための道具である。ウォッシャーで洗浄液を塗布した後、スクイージーで洗浄液を切る。シャンプーともいう。
- 水切り：ガラス清掃や床面を清掃した際に発生する洗浄液や汚水などの液体を集める、ゴム製の道具。ガラス清掃に使われるものを特にスクイージーと呼ぶ。
- スクイージー : ガラス清掃をした際に発生する洗浄液や汚水などの液体を集める、ゴム製の道具。
- リーチポール : 高くて手が届かない箇所を清掃したい時に使用する主にアルミ製の棒。長い物は10mに及ぶ。
- ラバカップ（プランジャ） : 衛生器具・排水トラップなどの詰まりを除去するためのゴム製の器具。
- パテナイフ : チューイングガムなどの粘着性の固着物を剥がすための金属製のへら。

## 雑品
- 雑巾
- たわし
  - 亀の子束子
  - スポンジ束子
  - スチールウール : 錆や頑固な汚れを擦り取るための金属製のたわし。
- 綿棒
- 歯ブラシ
- ティッシュペーパー

## 薬品
- 洗剤
  - 合成洗剤
  - 表面洗浄剤 : 樹脂ワックス表面の汚れ落しに使用される。洗浄力が強いため高倍率に希釈して使用する。
  - 樹脂剥離材 : 樹脂ワックスの剥離に用いられる。
- ワックス : 洗浄ののち、表面を保護し艶を出す、表面を保護するために使用される薬剤。
  - 樹脂ワックス : 合成樹脂を使用したもの。耐久性が強い。
  - 水性ワックス : 乳化材と合成蝋を混合したもので樹脂ワックスの使用できない床材に使用される。
  - 油性ワックス : 蝋を揮発性油脂に混合したもの。
- 床油 : 木製床の防塵・保護のために用いられる油。